# Mario Hermoso
Mario Hermoso Canseco (* 18. Juni 1995 in Madrid) ist ein spanischer Fußballspieler. Der Innenverteidiger durchlief die Jugendakademie von Real Madrid. Im Sommer 2017 wechselte er zu Espanyol Barcelona, wo ihm der Durchbruch in der Primera División und der Sprung in die spanische Nationalmannschaft gelang. Seit September 2024 steht er bei der AS Rom unter Vertrag.

## Vereinskarriere

### Real Madrid

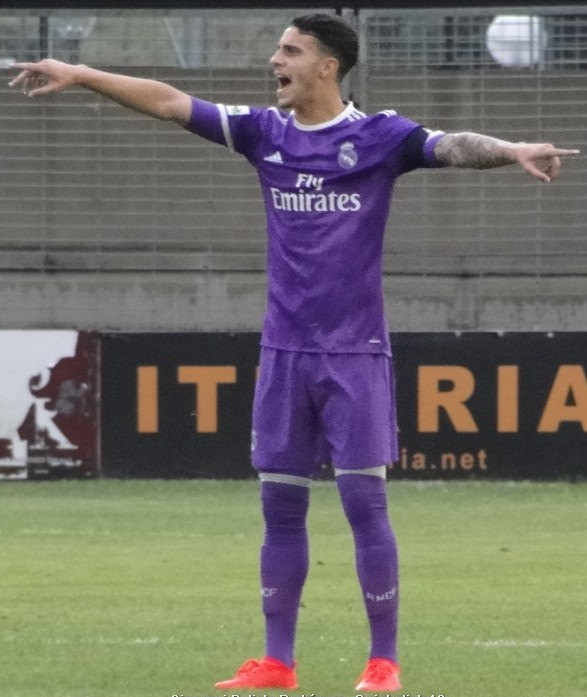
Hermoso bei Real Madrid Castilla (2016)

Hermoso begann siebenjährig beim EF Concepción, einem in Madrid ansässigen und in der Regionalliga der Autonomen Gemeinschaft Madrids spielenden Fußballverein, mit dem Fußballspielen und wechselte nach drei Spielzeiten in die Jugendabteilung von Real Madrid. Im Sommer 2014 wurde Hermoso in die C-Mannschaft befördert. In der viertklassigen Tercera División kam er in der Saison 2014/15 auf 34 Einsätze, in denen er zwei Tore erzielte. Kurz nachdem er in die Reservemannschaft Real Madrid Castilla befördert worden war, wurde er über ein Leihgeschäft für die Saison 2015/16 an den Zweitligisten Real Valladolid abgegeben. Sein Debüt im professionellen Fußball bestritt er am 22. August 2015 (1. Spieltag) bei der 0:1-Niederlage im Auswärtsspiel gegen den Córdoba FC. Nach seiner Rückkehr wurde er in der Saison 2016/17 33 Mal in der Reservemannschaft Real Madrids eingesetzt und erzielte ein Tor.

### Espanyol Barcelona
Am 12. Juli 2017 wechselte er zum Erstligisten Espanyol Barcelona. Bei den Periquitos unterschrieb er einen Dreijahresvertrag. In der Primera División debütierte er am 9. September 2017 (3. Spieltag) bei der 0:5-Niederlage im Auswärtsspiel gegen den Stadtrivalen FC Barcelona. Sein erstes Ligator erzielte er am 28. Januar 2018 (21. Spieltag) bei der 2:3-Niederlage im Auswärtsspiel gegen CD Leganés mit dem Treffer zum Endstand in der 88. Minute, nachdem ihm zuvor zwei Eigentore unterlaufen waren. In der Saison 2018/19 absolvierte er 32 Ligaspiele, in denen ihm drei Tore gelangen.

### Atlético Madrid
Am 18. Juli 2019 wurde nach wochenlangen Wechselgerüchten und Verhandlungen der Transfer Hermosos zum Hauptstadtverein Atlético Madrid bekanntgegeben, wo er einen Fünfjahresvertrag unterzeichnete. Die Rojiblancos bezahlten für den Innenverteidiger eine Ablösesumme in Höhe von 25 Millionen Euro, welche durch Bonuszahlungen zukünftig um vier Millionen Euro steigen kann. Espanyol erhält außerdem 20 % der Ablösesumme eines zukünftigen Verkaufs Hermosos. Sein Debüt gab er am 18. August 2019 (1. Spieltag) beim 1:0-Heimsieg gegen den FC Getafe. In seiner ersten Saison 2019/20 absolvierte er 17 Ligaspiele.

### AS Rom und Bayer 04 Leverkusen
Im September 2024 wechselte er zur AS Rom und unterschrieb dort einen Vertrag bis 2027.
Ende Januar 2025 verlieh die Roma Hermoso für fünf Monate an Bayer 04 Leverkusen.

## Nationalmannschaft
Für die Nationalmannschaft der Altersklasse U19 bestritt er im Zeitraum 2013 bis 2014 fünf Länderspiele, in denen er zwei Tore erzielte. Am 17. November 2018 debütierte Hermoso für die A-Nationalmannschaft Spaniens.